# 유숙열
유숙열(1953년 ~ )은 대한민국의 언론인이다. <80년해직언론인협의회> 공동대표이자 <이프 북스> 대표이다.
대한민국 1세대 페미니스트 언론인으로서 1980년 5·18 광주 민주화 운동에 연루되어 같은 해 합동통신에서 해직된 뒤 미국으로 가 페미니즘을 공부했다. 미국 거주 기간 동안 미주 한국 신문사에 들어갔지만 노조를 만들었다는 이유로 또다시 해고되었다. 1991년 귀국해 막 창간한 문화일보에 합류한 뒤에도 '노조의 대모', '여성계에서 언론계에 잠입시킨 프락치'로 낙인찍혔다. 주류 남성 사회 패권주의의 표적이었고 노무현 정부에서 방송위원 임명장을 받았다는 이유로 50세에 언론사를 사직하게 되었다.

## 생애
유숙열은 서강대학교 독어독문학과를 졸업하였다. 1978년 합동통신 기자로 언론계에 입문하였다. 1980년 합동통신 기자 유숙열은 수배를 받고 도주 중이던 기자협회장 김태홍을 숨겨준 혐의로 체포돼 남영동 대공분실으로 끌려갔다. 5·18 광주 민주화 운동에 연루되어 언론통폐합 때 강제해직되었다.
1982년 미국 주재 조선일보 기자로 일하며 뉴욕 헌터컬리지 여성학 학부과정을 수학하였고, 뉴욕 시립대 대학원 여성학 석사과정을 거쳤다. 1991년 귀국 이후 2004년까지 문화일보에 근무하며 부장을 역임하였다. 여성주의 잡지 이프 편집위원, 방송위원 등으로서 활동하였다. 여성주의 연극 <자기만의 방> 대본 집필을 하였다. <버자이너 모놀로그>를 번역하였고 <한국에 페미니스트는 있는가> 총론 집필을 하였으며, <엄마 없어서 슬펐니?> 공저 하였다. 2005년에는 시집 <외로워서>를 출간했다. 2008년 7월, 엄을순과 이프의 공동대표가 되었다.
유숙열은 여성이 공개적으로 흡연하는 것을 금기시하는 사회분위기에 반기를 드는 행동으로 성 차별적 문화를 타파해 나갔다. 우선 차관급 방송위원으로 임명된 후 첫 상견례 자리 첫 공식회의에서 '정치적 흡연'을 한 것으로 유명하다. 이후 2003년 10월 북한에서 열린 남북 방송 교류 세미나 환영 만찬장 자리에서도 '정치적 흡연'을 했다.
남북 방송 교류 세미나 환영 만찬장 자리에서 헤드 테이블에 배정된 유숙열은 남북한 남성들이 주거니 받거니 담배를 피우는 모습을 지켜보다가 담배를 피워 물었고 이에 2백여 명의 참석자들의 주목을 받았다. 가부장제적 관습이 강하게 남아 있던 북한의 남성들은 유숙열의 행동에 대해 "아니 남조선에서는 여자도 담배를 피웁네까?"라는 힐난조의 지적을 하였고 남한 측 남성들은 유숙열의 행동을 옹호하는 변론을 펼쳤다.

## 저서
- 박혜숙·유숙열·임근혜·손정미·백지연·황금희. 《한국에 페미니스트는 있는가》. 삼인. 1998년. ISBN 8987519074
- 《외로워서》. 이프. 2005년. ISBN 9788990546142

### 공역서
- 슐라미스 파이어스톤 저. 김민예숙·유숙열 역. 《성의 변증법》. 꾸리에. 2016년. ISBN 9788994682211

## 같이 보기
- 김신명숙